# Среднеольшанский сельсовет
Среднеольша́нский сельсовет — муниципальное образование со статусом сельского поселения в Пристенском районе Курской области Российской Федерации.
Административный центр — село Верхняя Ольшанка, фактически администрация находится в селе Средняя Ольшанка.

## История
Статус и границы сельсовета установлены Законом Курской области от 21 октября 2004 года № 48-ЗКО «О муниципальных образованиях Курской области».
Законом Курской области от 26 апреля 2010 года № 26-ЗКО Среднеольшанский и Вышнеольшанский сельсоветы объединены в Ольшанский сельсовет (с декабря 2010 — Среднеольшанский сельсовет).

## Население
| 2002 | 2010 | 2012 | 2013 | 2014 | 2015 | 2016 |
| ---- | ---- | ---- | ---- | ---- | ---- | ---- |
| 674  | ↗946 | ↘920 | ↘887 | ↘863 | ↗870 | ↘843 |
| 2017 | 2018 | 2019 | 2020 | 2021 |      |      |
| ↗858 | ↘846 | ↘827 | ↘796 | ↘678 |      |      |

## Населённые пункты
В состав сельсовета входят 6 населённых пунктов:
| № | Населённый пункт | Тип   | Население |
| - | ---------------- | ----- | --------- |
| 1 | Верхняя Ольшанка | село  | ↘575      |
| 2 | Корытное         | хутор | ↗6        |
| 3 | Нижняя Ольшанка  | село  | ↘47       |
| 4 | Остренькое       | хутор | ↘21       |
| 5 | Серебряное       | хутор | ↘0        |
| 6 | Средняя Ольшанка | село  | ↘297      |